# 刪闍夜·毗羅胝子
刪闍夜·毗羅胝子，又譯為散若夷·毘羅梨子、刪惹夷、刪闍世，是公元前5世紀印度沙門思潮時期哲學家，佛教把他歸入六師外道之一，現代學術界認為他是懷疑論者。

## 簡介
在佛教記載中，佛陀十大弟子中的智慧第一舍利弗與神通第一目犍連，於皈依釋迦牟尼佛前都曾拜於刪闍夜毗羅胝子門下，傳統上稱其觀點為不死矯亂論。
現代學術界基於南傳佛教和耆那教的有關記載，由于他對於業果之有無等問題，不作出確定的回答，為古印度的不知論，故而是一名懷疑論者。

## 佛教記載
《長部·沙門果經》記載的刪闍夜·毗羅胝子見解，同樣見於《長阿含經·沙門果經》：
|  | 我昔一時至散若毘羅梨子所，問言：大德！如人乘象、馬車，習於兵法，乃至種種營生，皆現有果報，今者此眾現在修道，現得報不？彼答我言： - 大王！現有沙門果報？問如是，答此事如是，此事實，此事異，此事非異非不異。 - 大王！現無沙門果報？問如是，答此事如是，此事實，此事異，此事非異非不異。 - 大王！現有無沙門果報？問如是，答此事如是，此事實，此事異，此事非異非不異。 - 大王！現非有非無沙門果報？問如是，答此事如是，此事實，此事異，此事非異非不異。 世尊！猶如人問李瓜報，問瓜李報，彼亦如是，我問現得報不？而彼異論答我。 |

當他被問及現世沙門果報是有？是無？是亦有亦無？是非有非無？和他世、化生有情、妙行果、惡行果等有無的各種問題時，由於無知有畏，而回答為：「此事如是，此事實，此事異，此事非異非不異」。
《大毘婆沙論》所記載的他所持觀點，在《長部·沙門果經》和《長阿含經·沙門果經》中記載為是富蘭那迦葉的觀點。大乘佛教記載他是苦行外道，認為：「眾生所愛生死，皆因著樂，善修苦行，便得解脫」。

## 不死矯亂論
關於沙門果的這組問答被稱為矯亂論，其含義可參見《根本說一切有部毘奈耶》的記載：
|  | 時實力子，復更往詣脚俱陀迦多衍那子所，而白之曰：大師！何者是仁所宗法理？於諸弟子以何教誨？勤修梵行獲得何果？彼師答曰：太子！我之所宗，作如是見，作如是說： - 若有人來至於我所，作如是問：『有後世耶』？我報言：『有』； - 『無耶』？我報言：『無』； - 『亦有亦無耶』？我報言：『亦有亦無』； - 『非有非無耶』？我亦報言：『非有非無』。 若有問我：『為是耶』？我報言：『是』；『為非耶』？我報言：『非』；『為是非耶』？我報言：『是非』；『非是非耶』？我報言：『非是非』。若問：後世『一、異』？亦如是答。 |

《長阿含經·梵動經》稱之為『異問異答』四見之一，《大毗婆沙論》則稱之為四種不死矯亂論之一，即回答『不死天無亂問』時，由於愚昧無知，隨順提問者意欲而印許之，可類比於非一邊論，未提及誰人持這種觀點。

## 外部連結
- 長部沙門果經 荘春江譯 （页面存档备份，存于）